# Peter Nissen (Dramaturg)
Peter Nissen (* 20. April 1957 in Bordelum) ist ein deutscher Dramaturg, Übersetzer und Journalist.

## Leben
Peter Nissen studierte Englisch, Philosophie und Friesische Philologie in Kiel. Von 1987 (nach anderen Angaben 1985) bis 1994 arbeitete er als Dramaturg am Hamburger Ohnsorg-Theater, bis er von dem damaligen Intendanten Thomas Bayer entlassen wurde. Gemeinsam mit Hartmut Cyriacks betreibt er seit 1994 eine Textmanufaktur für Theater-, Hörfunk- und Fernseharbeiten sowie Übersetzungen. Beide veröffentlichen außerdem Anthologien plattdeutscher Texte zu verschiedenen Themen. Nissen unterrichtet darüber hinaus Plattdeutsch an der Volkshochschule in Hamburg. Ebenfalls 1994 hoben er und Cyriacks die plattdeutschen Nachrichten auf NDR 90,3 (damals noch NDR Hamburg-Welle 90,3) aus der Taufe und waren selber bis 2012 als Sprecher tätig.
Zu den Arbeiten Nissens (in der Regel gemeinsam mit Cyriacks) gehören nicht nur Übersetzungen von Theaterstücken, sondern auch Büchern, wie z. B. zwei Romane um Harry Potter und mehrere Asterix-Bände. Zusammen mit Cyriacks ist er Autor plattdeutscher Wörterbücher und schrieb für den Hörfunk fünf Folgen der mehrteiligen Serie Düsse Petersens sowie 80 Folgen der Radio-Bremen-Hörspielreihe Kastendiek & Bischoff. Außerdem zeichnet Nissen mit Cyriacks für die plattdeutschen Drehbücher der NDR-Kultserie Neues aus Büttenwarder verantwortlich.

## Auszeichnungen
- 1996: Niederdeutscher Literaturpreis der Stadt Kappeln[6] (gemeinsam mit Holger Janssen und Reinhard Goltz für das Kabarett De scheewe Dree)
- 2003: Niederdeutscher Literaturpreis der Stadt Kappeln[1] (gemeinsam mit Hartmut Cyriacks)
- 2012: Quickborn-Preis der Niedersächsischen Sparkassenstiftung für besondere Leistungen auf dem Gebiet der niederdeutschen Sprache (gemeinsam mit Hartmut Cyriacks)[7]
- 2014: Fritz-Reuter-Preis der Carl-Toepfer-Stiftung für die Förderung der niederdeutschen Sprache (gemeinsam mit Hartmut Cyriacks)[8]
- 2018: Heinrich-Schmidt-Barrien-Preis (gemeinsam mit Hartmut Cyriacks)[9]

## Übersetzungen von Theaterstücken (Auswahl)
(gemeinsam mit Hartmut Cyriacks)
- Kattenspöök von Bernard Fathmann (Neufassung)
- Manda Voss ward 106 von Jean Sarment (Originaltitel: Mama Mouret)
- Fohrmann Henschel von Gerhart Hauptmann
- Hartklabastern von Karl Wittlinger (Originaltitel: Der Schrittmacher)
- Pension Sünnschien von Karl Wittlinger (Originaltitel: Gesegnete Mahlzeit)
- Vun baben daal von Laurence Jyl (Originaltitel: Les voisins du dessus)
- Tweemal retour von Ludwig Thoma (Originaltitel: Die Lokalbahn)
- De Schimmelrieder von Theodor Storm
- Een Held in'n Dörpskroog von John Millington Synge
- Utmustert von Arthur Miller
- Barfoot bet an'n Hals von Stephen Sinclair und Anthony McCarten (Originaltitel: Ladies Night)
- Elling von Axel Hellstenius nach dem Roman Blutsbrüder von Ingvar Ambjørnsen

## Übersetzungen von Hörspielen (Auswahl)
(gemeinsam mit Hartmut Cyriacks)
- 2006: Ünner den Melkwoold von Dylan Thomas * (Originaltitel: Under Milk Wood)

## Übersetzungen von Büchern (Auswahl)
(C = gemeinsam mit Hartmut Cyriacks, G = gemeinsam mit Reinhard Goltz, CG = gemeinsam mit Hartmut Cyriacks und Reinhard Goltz)

### Asterix-Bände
- De Törn för nix (CG)
- Asterix un de Wikingers (CG)
- Lütt Obelix op grote Fohrt (CG)
- Över't wiede Water (CG)
- Hammonia-City (CG)
- De Spökenkiecker (CG)

### Harry-Potter-Bände
- Harry Potter un de grulig Kamer (Harry Potter und die Kammer des Schreckens) (CG)
- Harry Potter un de Wunnersteen (Harry Potter und der Stein der Weisen) (C)

### Andere
- Mit Käpten Donald op hoge See (nach der hochdeutschen Übersetzung von Erika Fuchs) (C)
- Romeo und Julia auf plattdeutsch (nach William Shakespeare) (CG)

## Synchronfassungen von Filmen
- Ritter Trenk op Platt (C)

## Eigene Werke
(C = gemeinsam mit Hartmut Cyriacks, G = gemeinsam mit Reinhard Goltz)
- Plattdeutsch für Zugereiste, Westholsteinische Verlagsanstalt Boyens & Co. 1987, ISBN 3-8042-0393-0 (G)
- 2000 Wörter Plattdüütsch, Quickborn-Verlag 1998, ISBN 978-3-87651-206-8 (C)
- Sprichwörter Plattdüütsch, Quickborn-Verlag 1999, ISBN 978-3-87651-214-3 (C)
- Sprachführer Plattdüütsch, Quickborn-Verlag, ISBN 978-3-87651-204-4 (C)

## Hörspiele (Auswahl)
- 2011: Düsse Petersens (2. Folge: Familienzuwachs) – Regie: Hans Helge Ott
- 2012: Düsse Petersens (8. Folge: Evakuiert) – Regie: Hans Helge Ott
- 2013: Düsse Petersens (9. Folge: Bieber-Alarm) – Regie: Hans Helge Ott
- 2014: Düsse Petersens (13. Folge: Salz des Lebens) – Regie: Hans Helge Ott